# Jaguar X260
| Sterne im Euro NCAP-Crashtest (2015) | 5 Sterne im Euro-NCAP-Crashtest |

Der Jaguar XF (intern: Jaguar X260) ist eine Pkw-Baureihe des britischen Herstellers Jaguar, die in der oberen Mittelklasse angesiedelt ist. Das Fahrzeug wurde zwischen 2015 und 2024 gebaut und folgte dem Jaguar X250.

## Geschichte und Technik
Die zweite Generation der XF-Baureihe wurde erstmals im März 2015 in London präsentiert. Jaguar organisierte zu diesem Zwecke eine Drahtseilshow über der Themse. Das Fahrzeugdesign stammt vom Jaguar-Chefdesigner Ian Callum.
Äußerlich ähnelt der X260 stark der ersten XF-Generation seit deren Modellpflege, die im Jahr 2011 erfolgte. Während der Radstand des X260 stark gewachsen ist, ist das Automobil in seiner Gesamtheit hinsichtlich Länge und Höhe etwas kleiner geworden. Der Innenraum bietet vorne und im Fond nunmehr mehr Platz.
Die zweite Fahrzeuggeneration verfügt erstmals über eine Aluminiumkarosserie (wie Jaguar X351, Jaguar XE, Jaguar F-Type). Der XF basiert auf einer modularen, eigens entwickelten iQ[AI]-Plattform, welche sich nur zu einem Viertel mit der des Jaguar XE deckt. Der cw-Wert hat sich auf 0,26 verbessert. Es wurden Ausführungen mit Hinterrad- bzw. Allradantrieb angeboten.
Das Automobil ist in mehreren Designlinien (Pure, Prestige, R-Sport, Portfolio und S) lieferbar, die sich in der Serienausstattung und der Motorisierung unterscheiden. Zum Marktstart wurden ein 3,0 Liter Benzin- sowie zwei Dieselmotoren (2,0 und 3,0 Liter) angeboten.
Auf der Auto China 2016 in Peking wurde mit dem XF L eine Version mit 14 Zentimeter längerem Radstand für den chinesischen Markt vorgestellt. Die Langversion wurde mit den 147 kW (200 PS), 184 kW (250 PS) und 250 kW (340 PS) starken Ottomotoren sowie Hinterradantrieb und Automatikgetriebe verkauft. Gebaut wurde der XF L im Jaguar-Land-Rover-Werk in Changshu.
Am 14. Juni 2017 enthüllte Tennisprofi Andy Murray die Kombiversion XF Sportbrake in Wimbledon. Anfang Oktober 2017 kam sie in Deutschland zu Preisen ab 43.960 Euro in den Handel. Gebaut wurde der Sportbrake wie auch die Limousine im Jaguar Land Rover Werk Castle Bromwich bei Birmingham.
Eine überarbeitete Version des XF präsentierte Jaguar im Oktober 2020. Fortan standen nur noch Vierzylindermotoren zu Auswahl.
Im Mai 2024 wurde die Produktion der Baureihe ohne Nachfolgemodell beendet.

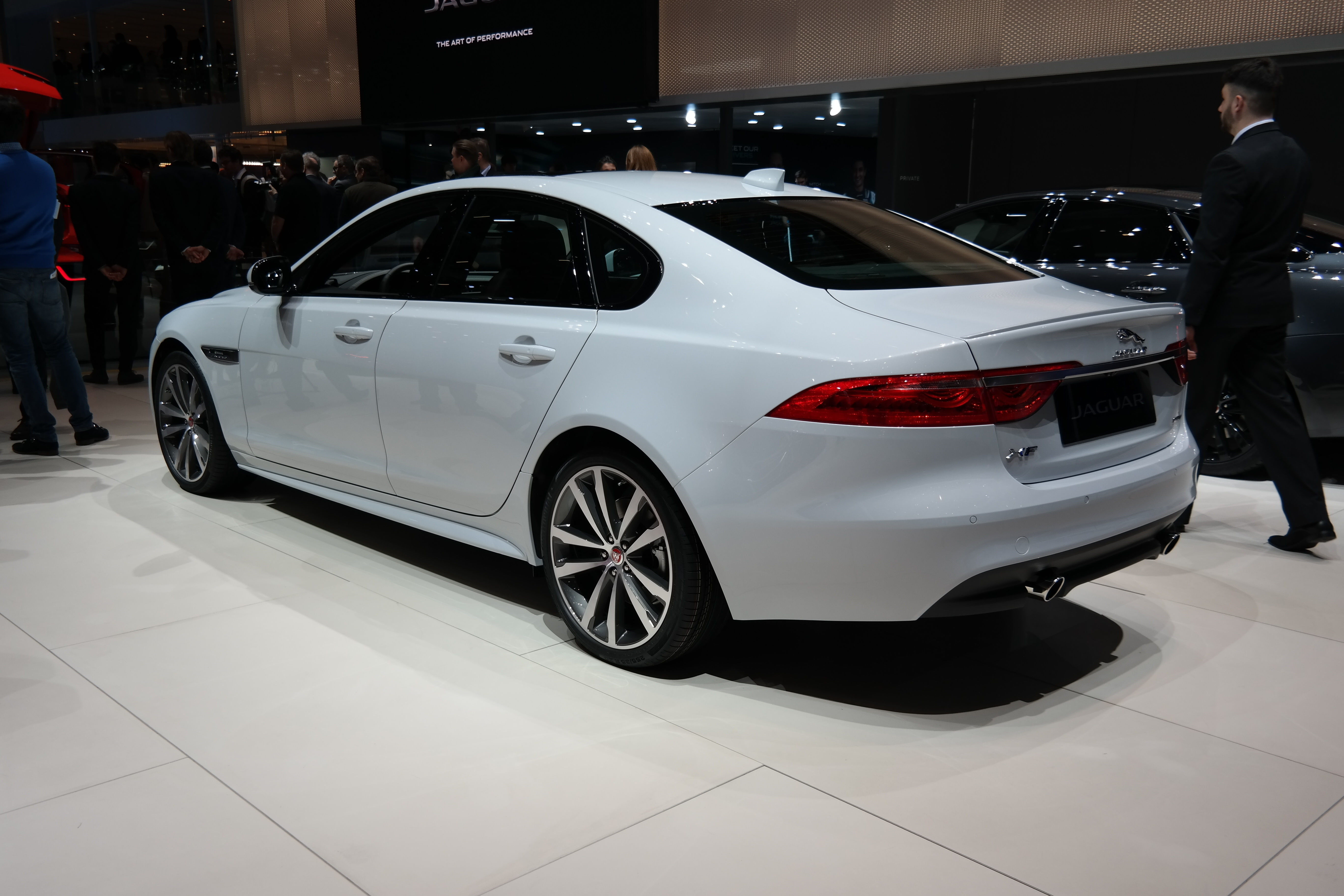
Heckansicht
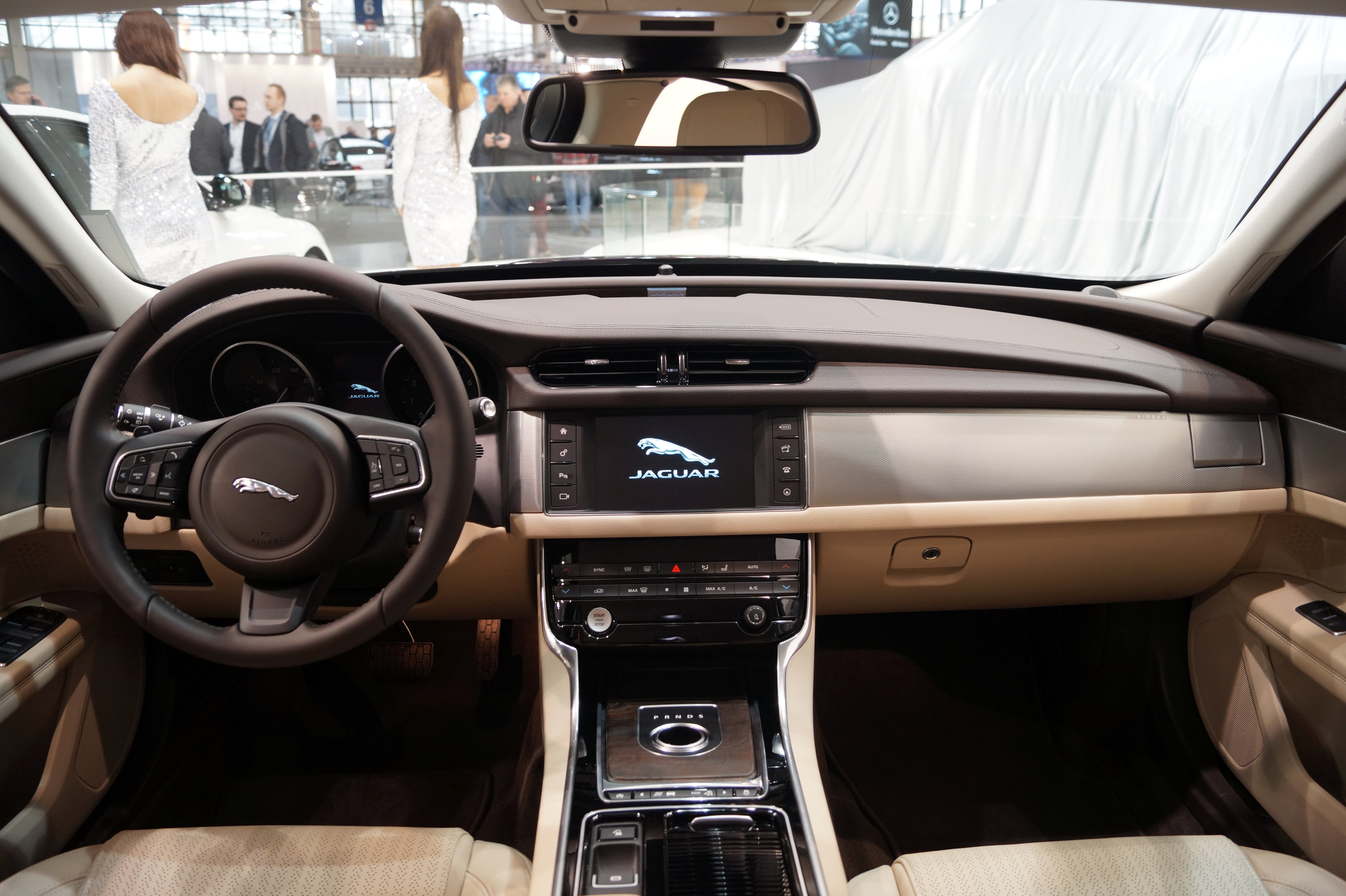
Interieur
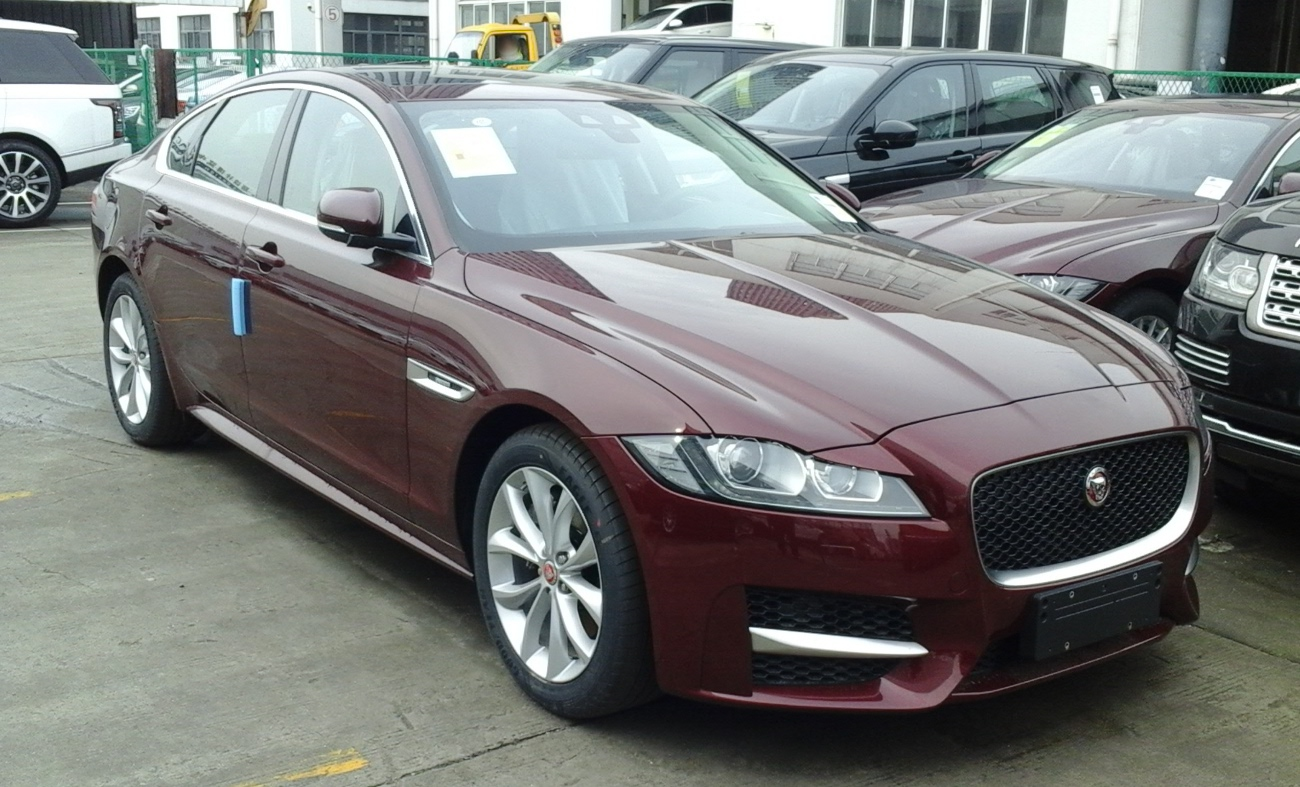
Jaguar XF L
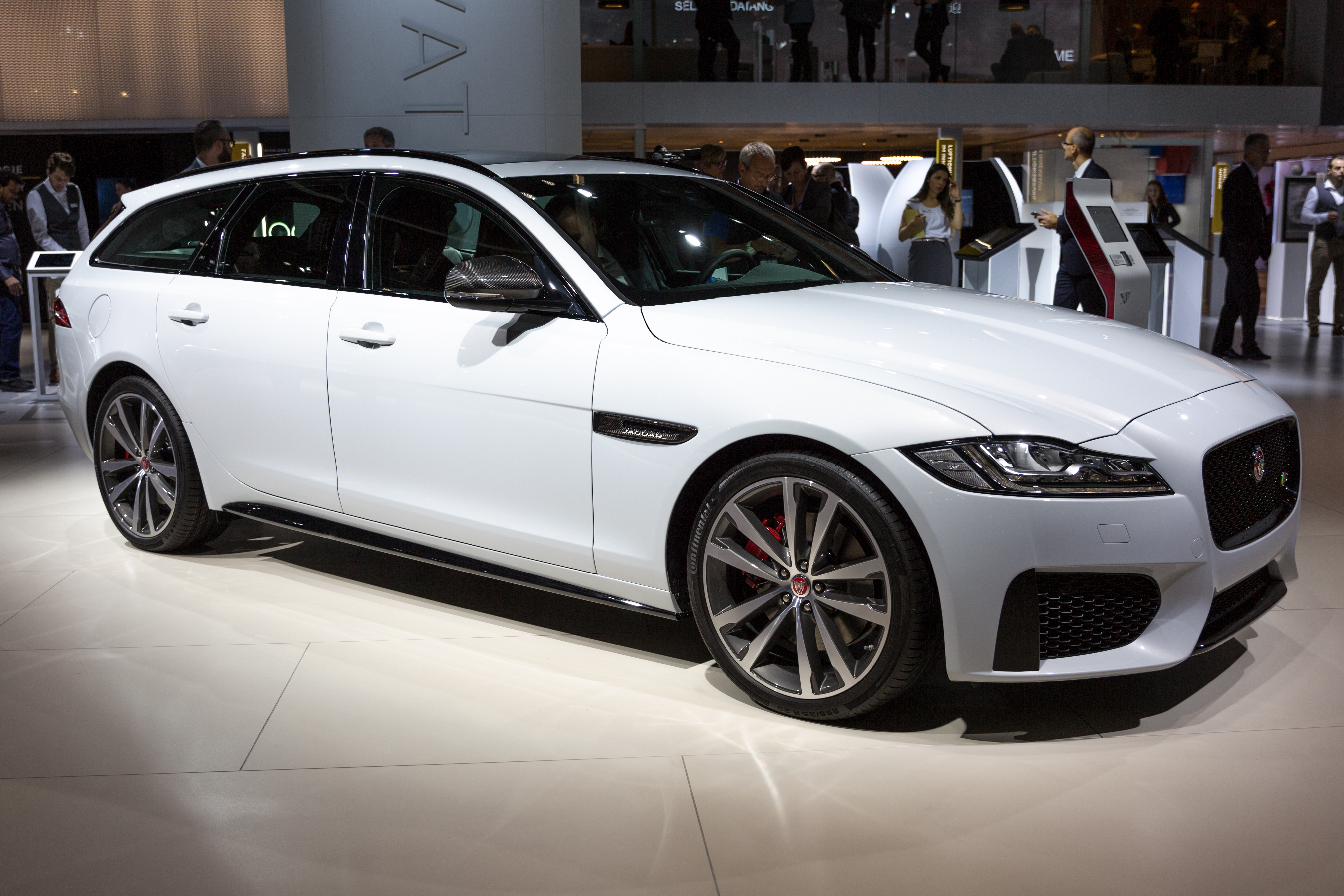
Jaguar XF Sportbrake (2017–2020)
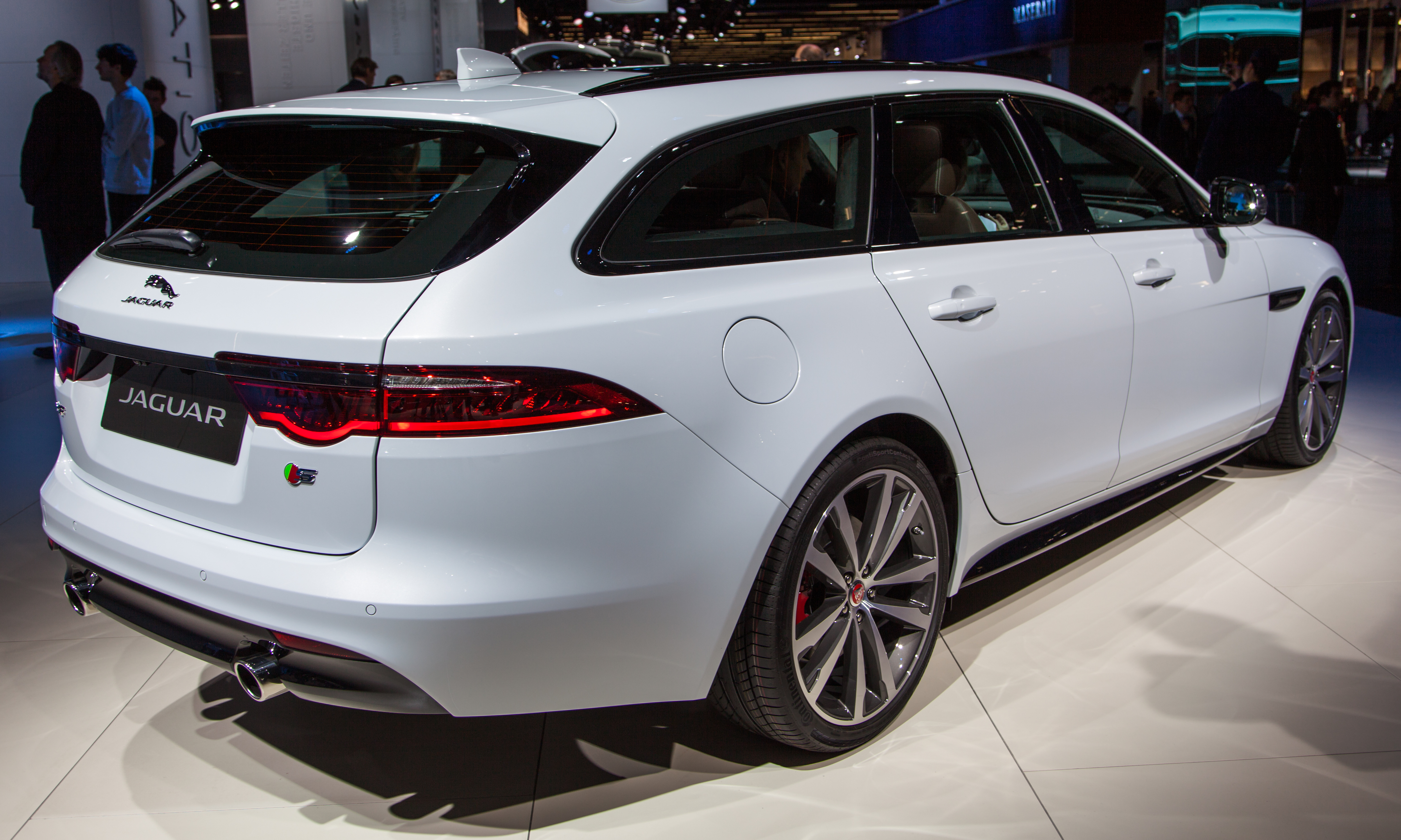
Heckansicht
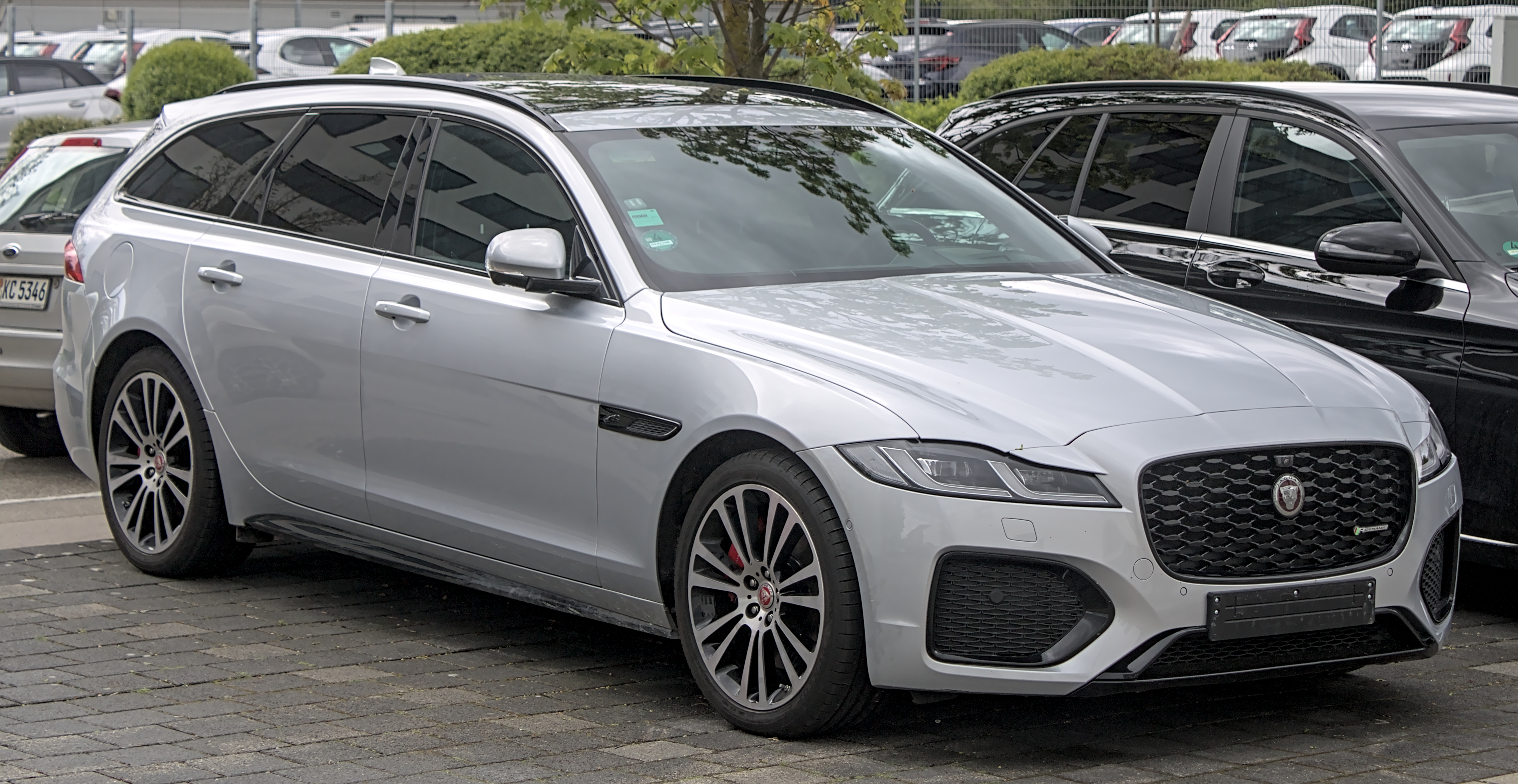
Jaguar XF Sportbrake (2020–2024)
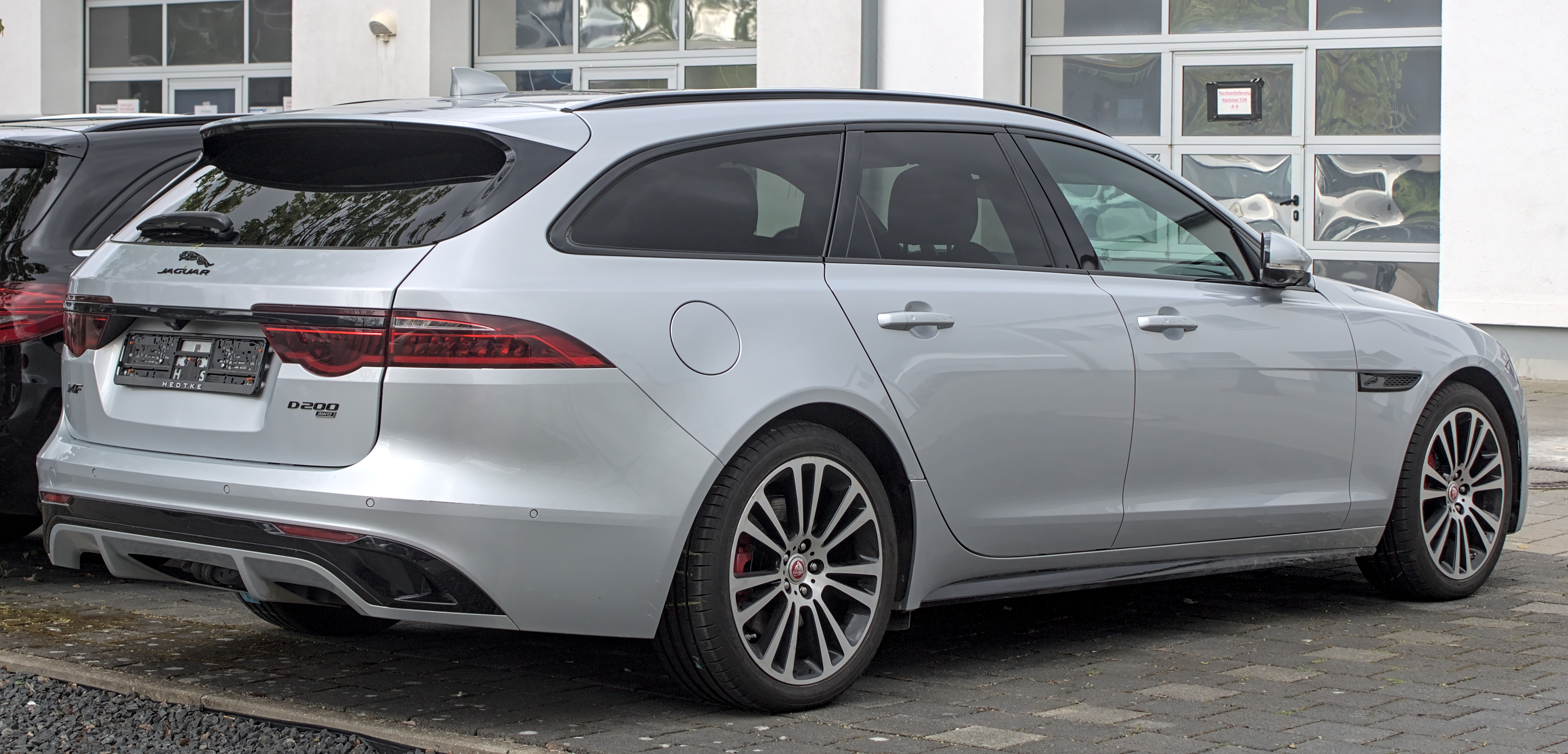
Heckansicht

## Technische Daten

### Benzinmotoren
| Modell                                       | XF 20t                                                    | XF 25t                                                    | XF 30t AWD                                                | XF 35t | XF S |
| -------------------------------------------- | --------------------------------------------------------- | --------------------------------------------------------- | --------------------------------------------------------- | --- | --- |
| Bauzeitraum                                  | 05/2017–04/2018                                           | 05/2017–05/2024                                           | 06/2017–05/2024                                           | 09/2015–06/2017 | 09/2015–04/2018 |
| Motorbauart                                  | 2,0-Liter-Ottomotor mit Turbolader und Direkteinspritzung | 2,0-Liter-Ottomotor mit Turbolader und Direkteinspritzung | 2,0-Liter-Ottomotor mit Turbolader und Direkteinspritzung | 3,0-Liter-Ottomotor, Twin-Vortex-Kompressor, Direkteinspritzung, doppelte obenliegende Nockenwelle (DOHC), variable Steuerung der Ein- und Auslassventile | 3,0-Liter-Ottomotor, Twin-Vortex-Kompressor, Direkteinspritzung, doppelte obenliegende Nockenwelle (DOHC), variable Steuerung der Ein- und Auslassventile |
| Zylinderanordnung                            | R4                                                        | R4                                                        | R4                                                        | V6 | V6 |
| Anzahl Ventile                               | 16                                                        | 16                                                        | 16                                                        | 24 | 24 |
| Hubraum in cm³                               | 1997                                                      | 1997                                                      | 1997                                                      | 2995 | 2995 |
| Verdichtungsverhältnis                       | 10,5 : 1                                                  | 10,5 : 1                                                  | 10,5 : 1                                                  | 10,5 : 1 | 10,5 : 1 |
| max. Leistung in kW (PS) / bei 1/min         | 147 (200) / 5500                                          | 184 (250) / 5500                                          | 221 (300) / 5500                                          | 250 (340) / 6500 | 280 (380) / 6500 |
| max. Drehmoment in Nm / bei 1/min            | 320 / 1200–4500                                           | 365 / 1200–4500                                           | 400 / 1500–4500                                           | 450 / 4500 | 450 / 4500 |
| Getriebeart                                  | ZF 8-Stufen-Automatik                                     | ZF 8-Stufen-Automatik                                     | ZF 8-Stufen-Automatik                                     | ZF 8-Stufen-Automatik | ZF 8-Stufen-Automatik |
| Antriebsart                                  | Hinterradantrieb                                          | Hinterrad-/Allradantrieb                                  | Allradantrieb                                             | Hinterrad-/Allradantrieb | Hinterrad-/Allradantrieb |
| Höchstgeschwindigkeit in km/h, Limousine     | 235                                                       | 244–250 [237]                                             | 250                                                       | 250 | 250 |
| Höchstgeschwindigkeit in km/h, Sportbrake    | —                                                         | 241                                                       | 250                                                       | — | — |
| Beschleunigung 0–100 km/h in s, Limousine    | 7,5                                                       | 6,6–6,9                                                   | 5,8–6,1                                                   | 5,4 | 5,3 |
| Beschleunigung 0–100 km/h in s, Sportbrake   | —                                                         | 7,1                                                       | 6,0–6,2                                                   | — | — |
| Leergewicht in kg, Limousine                 | 1635                                                      | 1635–1735 [1685]                                          | 1715–1819                                                 | 1710 [1760] | 1710 [1760] |
| Leergewicht in kg, Sportbrake                | —                                                         | 1705–1801                                                 | 1838–1880                                                 | — | — |
| Verbrauch kombiniert in l/100 km, Limousine  | 6,8                                                       | 6,8–7,1 [6,9]                                             | 7,2–7,4                                                   | 8,3 [8,6] | 8,3 [8,6] |
| Verbrauch kombiniert in l/100 km, Sportbrake | —                                                         | 6,8–7,3                                                   | 7,7–7,8                                                   | — | — |
| CO2-Emission in g/km, Limousine              | 154                                                       | 154–162 [159]                                             | 163–168                                                   | 198 [204] | 198 [204] |
| CO2-Emission in g/km, Sportbrake             | —                                                         | 155–165                                                   | 176–178                                                   | — | — |
| Tankinhalt in l                              | 74                                                        | 74                                                        | 74                                                        | 74 | 74 |

- Die Werte in [ ] Klammern gelten für die Allradversion.

### Dieselmotoren
| Modell                                       | XF E-PERFORMANCE | XF E-PERFORMANCE | XF 20d | XF 20d | D200 | XF 25d | XF 30d |
| -------------------------------------------- | --- | --- | --- | --- | --- | --- | --- |
| Bauzeitraum                                  | 09/2015–10/2020 | 09/2015–10/2020 | 09/2015–10/2020 | 09/2015–10/2020 | 10/2020–05/2024 | 05/2017–10/2020 | 09/2015–10/2020 |
| Motorbauart                                  | 2,0-Liter-Dieselmotor, Turbolader mit variabler Turbinengeometrie, Common-Rail-Kraftstoffeinspritzung, doppelte obenliegende Nockenwelle (DOHC), variable Steuerung der Auslassventile | 2,0-Liter-Dieselmotor, Turbolader mit variabler Turbinengeometrie, Common-Rail-Kraftstoffeinspritzung, doppelte obenliegende Nockenwelle (DOHC), variable Steuerung der Auslassventile | 2,0-Liter-Dieselmotor, Turbolader mit variabler Turbinengeometrie, Common-Rail-Kraftstoffeinspritzung, doppelte obenliegende Nockenwelle (DOHC), variable Steuerung der Auslassventile | 2,0-Liter-Dieselmotor, Turbolader mit variabler Turbinengeometrie, Common-Rail-Kraftstoffeinspritzung, doppelte obenliegende Nockenwelle (DOHC), variable Steuerung der Auslassventile | 2,0-Liter-Dieselmotor, Turbolader mit variabler Turbinengeometrie, Common-Rail-Kraftstoffeinspritzung, doppelte obenliegende Nockenwelle (DOHC), variable Steuerung der Auslassventile | 2,0-Liter-Dieselmotor, Turbolader mit variabler Turbinengeometrie, Common-Rail-Kraftstoffeinspritzung, doppelte obenliegende Nockenwelle (DOHC), variable Steuerung der Auslassventile | 3,0-Liter-Dieselmotor, zwei parallel und sequenziell geschaltete Turbolader, Common-Rail-Kraftstoffeinspritzung, DOHC |
| Zylinderanordnung                            | R4 | R4 | R4 | R4 | R4 | R4 | V6 |
| Anzahl Ventile                               | 16 | 16 | 16 | 16 | 16 | 16 | 24 |
| Hubraum in cm³                               | 1999 | 1999 | 1999 | 1999 | 1997 | 1999 | 2993 |
| Verdichtungsverhältnis                       | 15,5 : 1 | 15,5 : 1 | 15,5 : 1 | 15,5 : 1 | 16,5 : 1 | 15,5 : 1 | 16,1 : 1 |
| max. Leistung in kW (PS) / bei 1/min         | 120 (163) / 4000 | 120 (163) / 4000 | 132 (180) / 4000 | 132 (180) / 4000 | 150 (204) / 4250 | 177 (240) / 4000 | 221 (300) / 4000 |
| max. Drehmoment in Nm / bei 1/min            | 380 / 1750–2500 | 380 / 1750–2500 | 430 / 1750–2500 | 430 / 1750–2500 | 430 / 1750–2500 | 500 / 1500 | 700 / 1500–1750 |
| Antriebsart                                  | Hinterradantrieb | Hinterradantrieb | Hinterradantrieb | Hinterrad-/Allradantrieb | Hinterrad-/Allradantrieb | Hinterrad-/Allradantrieb | Hinterradantrieb |
| Getriebeart                                  | Manuelles 6-Gang-Getriebe | ZF 8-Stufen-Automatik | Manuelles 6-Gang-Getriebe | ZF 8-Stufen-Automatik | ZF 8-Stufen-Automatik | ZF 8-Stufen-Automatik | ZF 8-Stufen-Automatik                                                                                                 |
| Höchstgeschwindigkeit in km/h, Limousine     | 229 | 227 | 230 | 229 [222] | 235 [230] | 246 | 250 |
| Höchstgeschwindigkeit in km/h, Sportbrake    | 219 | 219 | — | 221 [219] | 230 | [241] | 250 |
| Beschleunigung 0–100 km/h in s, Limousine    | 8,7 | 8,7 | 8,0 | 8,1 [8,4] | 7,6 [7,8] | 6,5 | 6,2 |
| Beschleunigung 0–100 km/h in s, Sportbrake   | 9,3 | 9,4 | — | 8,8 [8,9] | 7,8 [8,0] | [6,7] | 6,6 |
| Leergewicht in kg, Limousine                 | 1545 | 1555 | 1585 | 1595 [1700] | 1810 [1869] | 1680 [1740] | 1750 |
| Leergewicht in kg, Sportbrake                | 1660 | 1680 | — | 1720 [1770] | 1870 [1931] | [1805] | 1855 |
| Verbrauch kombiniert in l/100 km, Limousine  | 4,0 | 4,1 | 4,3 | 4,3 [4,9] | 4,4–4,5 [4,7] | 5,3 [5,5] | 5,5 |
| Verbrauch kombiniert in l/100 km, Sportbrake | 4,5 | 4,5 | — | 4,8 [5,0] | 4,6–4,7 [4,8–4,9] | [5,8] | 5,9 |
| CO2-Emission in g/km, Limousine              | 104 | 109 | 114 | 114 [129] | 115–119 [123–125] | 139 [144] | 144 |
| CO2-Emission in g/km, Sportbrake             | 118 | 119 | — | 124 [132] | 121–125 [126–128] | [153] | 154 |
| Tankinhalt in l                              | 55 | 55 | 66 | 66 | 66 | 66 | 66 |

- Die Werte in [ ] Klammern gelten für die Allradversion.